# پاول فدرن
پاول فِدِرن (به آلمانی: Paul Federn)، (۱۳ اکتبر ۱۸۷۱–۴ مه ۱۹۵۰) یک روانشناس آمریکایی-اتریشی از اهالی وین بود. اشتهار فدرن عمدتاً برای نظریه‌های او در زمینه‌های روانشناسی خود و روان‌درمانی در روان‌پریشی یاد شده‌است.

## زندگی و حرفه
پاول فدرن پس از اخذ مدرک دکترای خود در سال ۱۸۹۵، به عنوان پزشک عمومی دستیار هرمان نتنژل (۱۸۴۱–۱۹۰۵) در وین بود. این  نتنژل بود که فدرن را با آثار سیگموند فروید آشنا و معرفی کرد. فدرن عمیقاً تحت تأثیر تفسیر رویاهای فروید قرار گرفت و در سال ۱۹۰۴ همه تلاش خود را به زمینه‌های روانکاوی اختصاص داد. فدرن همراه با آلفرد آدلر و ویلهلم استکل، از پیروان مهم اولیه فروید بود. . 
در سال ۱۹۲۴ او سمت نماینده رسمی فروید را کسب کرد و همچنین معاون ریاست انجمن روانکاوی وین در وین شد.